# Alte Zelle
Die Alte Zelle war ein nur wenige Jahrzehnte existierendes Benediktinerkloster im Zellwald südwestlich von Nossen in Sachsen.

## Geschichte
Über die Gründung des Klosters existiert keine Urkunde. Der einzige schriftliche Nachweis der Existenz stammt aus dem Jahr 1183, in dem das Kloster schon nicht mehr existierte. In dieser Urkunde wird der Stifter Tammo von Strehla genannt. Die Herren von Strehla hatten Land vom Bischof Megenwart von Meißen, auch Reinward genannt, zu Lehen, auf dem um 1141 ein der heiligen Wandelburgis geweihtes Kloster der Benediktiner gegründet wurde.

Die Abtei lag südlich der Freiberger Mulde, westlich der Herrschaft derer von Nossen. Entsprechend der Regel des heiligen Benedikt lag es abseits der Zivilisation im dicht bewaldeten Erzgebirgsvorland.
Das Kloster hatte nur kurze Zeit Bestand. Als Grund für dessen Untergang werden in der Urkunde die „Rauheit der Gegend“ und die „Liederlichkeit“ der Mönche genannt.
Heute würde man vielleicht sagen: Es fehlte die für die Existenz eines Klosters notwendige Infrastruktur.

## Lage
Die Abtei lag etwa dort, wo sich heute die Autobahn A4 und die Zellwaldbahn kreuzen, wahrscheinlich am linken Ufer des Pitzschebach. Außer einem Haltepunkt der Bahnstrecke entstand dort ein Sägewerk, später wurde das Tal durch eine Autobahnbrücke überspannt.

Noch heute ist der Ort der Abtei, von der nichts erhalten ist, vom Zellwald umgeben. Die nächsten Ortschaften sind Siebenlehn, Nossen, Obergruna im Osten, Marbach (Striegistal), Schmalbach im Westen, Großvoigtsberg und Kleinvoigtsberg im Südosten, Reichenbach im Süden.
Unter diesen Ortschaften befinden sich auch die von Tammo von Strehla zur materiellen Sicherstellung des Klosters und seiner Herrschaft besiedelten Dörfer. Eine in der Vergangenheit vermutete Siedlung im heutigen Waldgebiet war bisher nicht nachweisbar.

## Zum Namen
Alte Zelle ist nicht mit Altzelle, auch Altzella genannt, zu verwechseln. Ersteres ist ein Benediktinerkloster, letzteres ein Kloster der Zisterzienser. Die Abtei des Klosters der Zisterzienser wurde nach dem Untergang des Benediktinerklosters auf dem ehemaligen Lehen des Stifters der Alten Zelle, drei Kilometer weiter nördlich, an der Mündung der Pitzschebach in die Freiberger Mulde, errichtet.
Das Zisterzienserkloster hieß zur Zeit der Entstehung Cella Sanctae Mariae. Erst nach Gründung des Tochterkloster Neuzelle (Cella Nova) bei Guben im Jahr 1268 bürgerte sich der Name Cella  Vetus (Altzella) ein. Zu dieser Zeit war der Name Alte Zelle schon lange zum Begriff für das nicht mehr existierende Kloster der Benediktiner geworden.

## Volksmund
Noch heute ist der Flurname Alte Zelle bekannt. Überliefert wurde auch eine Sage über den Untergang des Klosters. Nach der sollen die Mönche Gold- und Silbergegenstände sowie eine Glocke in einen Brunnen geworfen haben. Die Schätze wurden bisher nicht gehoben, denn sie werden von einem Pudel mit feurigen Augen bewacht.
In einer anderen Sage wird berichtet: „Einst ist der h. Benno übers Land gereist, und da er an einem öden Ort viele Tauben sitzen sah, prophezeihte er, es werde in Kurzem ein neuer Orden dorthin kommen. (...) Darnach hat Otto, ein Markgraf zu Meißen, dem Cisterzienserorden hier ein Kloster, Zelle genannt, bauen lassen“.